# Wonderstruck
Wonderstruck es una película estadounidense de drama y misterio de 2017 dirigida por Todd Haynes y basada en la novela Wonderstruck de 2011 de Brian Selznick. La película fue protagonizada por Oakes Fegley, Julianne Moore, Michelle Williams y Millicent Simmonds.
La película se estrenó en el Festival de Cine de Cannes de 2017.

## Argumento
Adaptada de la novela de Brian Selznick, el autor de La invención de Hugo, sigue durante dos épocas diferentes los pasos de Ben y Rose. Estos dos niños desean en secreto que su vida sea diferente; Ben sueña con el padre que nunca ha conocido, mientras que Rose, aislada por su sordera, se obsesiona con la carrera de una misteriosa actriz. Cuando Ben descubre una pista que podría conducirle hasta su padre y Rose se entera de que su ídolo estará pronto en escena, los dos niños se lanzan en una búsqueda de fascinante simetría.

## Elenco y personajes
- Oakes Fegley as Ben
- Julianne Moore as Lillian Mayhew / Older Rose
- Michelle Williams as Elaine Wilson
- Millicent Simmonds as Rose